# Anastomosis

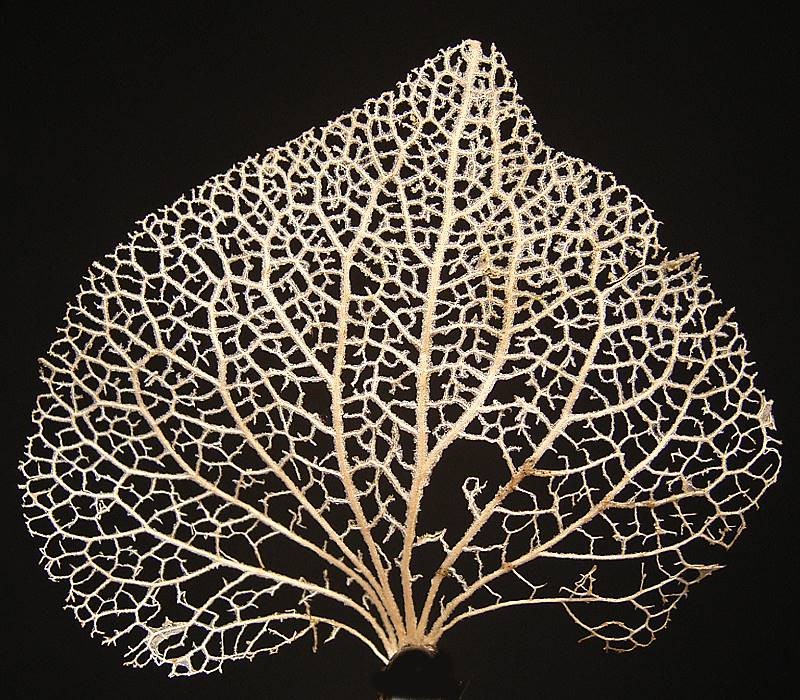
Esqueleto de vena de una hoja de hortensia que muestra anastomosis de venas

La anastomosis (del latín anastomōsis, y este del griego αναστóμωσις, reembocadura) es un término, usado en biología, micología, medicina y geología, que se refiere a la unión anormal de dos elementos anatómicos que normalmente son divergentes y ramificados, en una planta, animal o estructura mineral. Esta unión puede ser "anormal" en cuanto a que no cumple las normas generales de la anatomía, aunque sea una característica típica en la especie; o bien, en cuanto a que la conexión es anatómicamente atípica en la especie (fuera de tipo). La anastomosis atípica puede ser de origen: congénito; por lesiones (en tal caso se los suele denominar fístulas); o inducido quirúrgicamente para regular el flujo o la presión sanguínea. Un ejemplo de anastomosis "típica" es la anastomosis arteriovenosa.

## Micología
Se llama grupo anastomósico al conjunto de individuos de la misma especie de hongos que, con caracteres de virulencia diferentes (por ejemplo), son capaces de unir sus hifas y producir plasmogamia (unión de contenido citoplasmático). Así pueden presentar sintomatología diferente de la que produciría un grupo individualmente. El ejemplo más típico es el de Rhizoctonía solani que posee al menos 5 grupos anastomósicos conocidos.

## Medicina
En medicina significa la conexión entre dos vasos, que puede ser espontánea o como resultado de una intervención quirúrgica.
En cirugía, es la reconstrucción de unos elementos anatómicos habitualmente similares en un gesto quirúrgico que implica diversas técnicas de sutura, tras extirpación o resección parcial de una porción, habitualmente enferma, de la misma. Por ejemplo anastomosis entre asas de intestino delgado o grueso tras la resección o extirpación de un cáncer, tumor, u otra enfermedad inflamatoria que lo afecte. Estas pueden ser de distintas tipologías o morfologías, siendo las más usadas las término-terminales (T-T) lateroterminales (L-T) o término-laterales (T-L). También se denominan así, las realizadas entre vasos, arterias, venas, etc., en cirugía vascular, cirugía urológica (uréteres, vejiga, derivaciones a asas de intestino) e incluso a las realizadas entre nervios periféricos para la reimplantación de miembros. En nefrología también son utilizadas las anastomosis para conseguir fístulas arterio-venosas que faciliten el acceso para la técnica de hemodiálisis (con o sin prótesis interpuesta sintética).

### Anastomosis de vasos sanguíneos
Es la unión de vasos sanguíneos de pequeño calibre a uno de mayor grosor o diámetro. Suele deberse a que el metabolismo actúa por mediadores químicos para volver a irrigar una región isquémica anastomosando vías sanguíneas de los alrededores. Se clasifican en anastomosis por inosculación (las más frecuentes, caso de las arterias digitales), por conducto de unión (polígono de Willis) y por convergencia (arteria basilar).

### Anastomosis arteriales
La anastomosis arterial tiene lugar en la circulación coronaria, cuando dos vasos sanguíneos irrigan una misma zona anatómica. Cabe señalar; que cuando una arteria coronaria se ocluye de forma lenta, el flujo a través de la circulación colateral puede incrementar lo suficiente como para evitar un infarto.

## Geología y geomorfología
En geología, la anastomosis se refiere a las venas del cuarzo (u otro mineral) que exhiben esta característica, que se relaciona a menudo con los cortes en regiones metamórficas.
Existe también un tipo de corrientes en ríos llamados flujos anastómicos, que consisten en múltiples canales que se dividen y se reconectan. Algunos ejemplos de ríos con formaciones anastómicas son el río Magdalena en Colombia, el río Columbia en la Columbia Británica en Canadá, y el río Narev en Polonia.